# Georg Stampelius

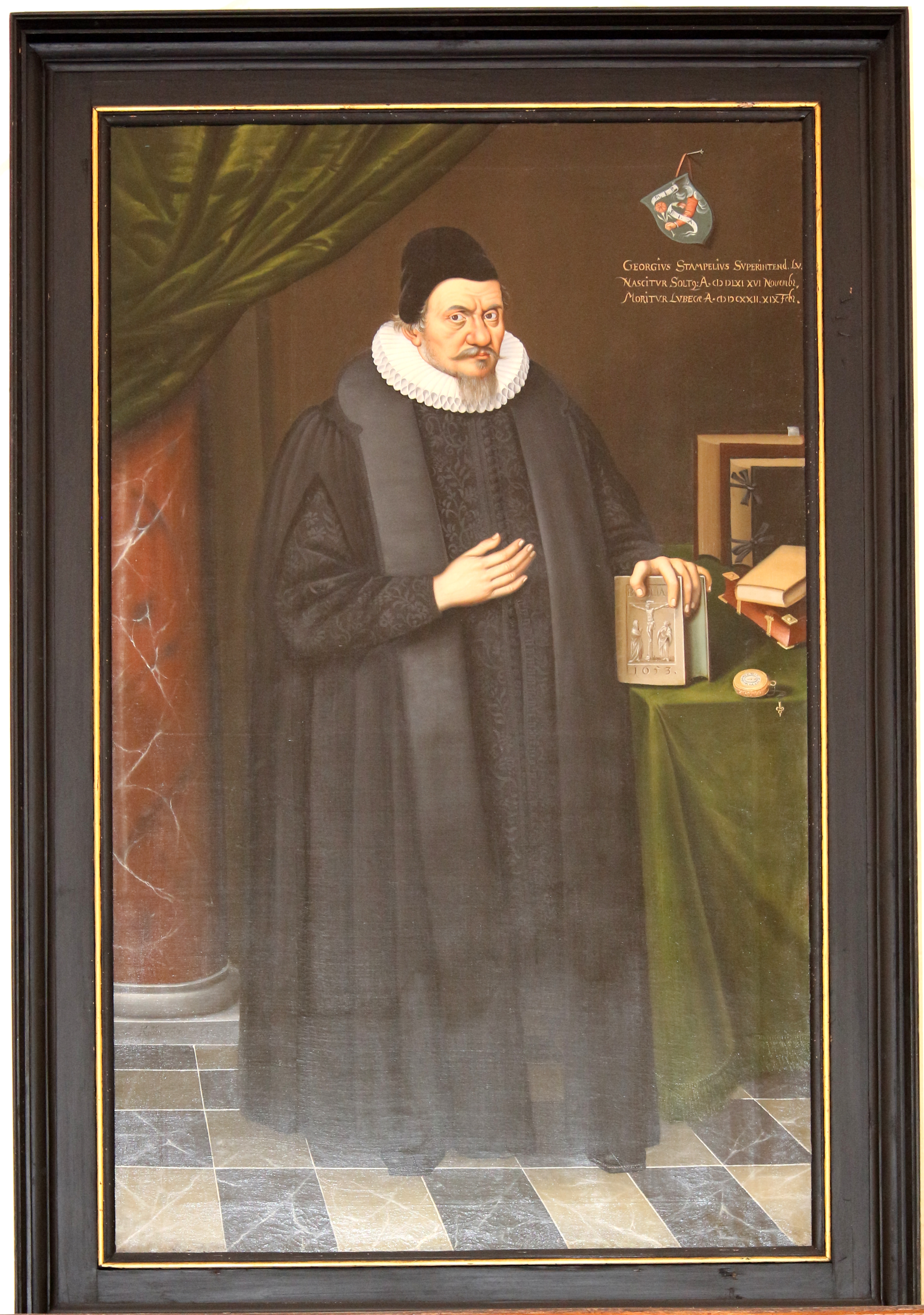
Georg Stampelius, porträtiert von Johannes Willinges (1622)

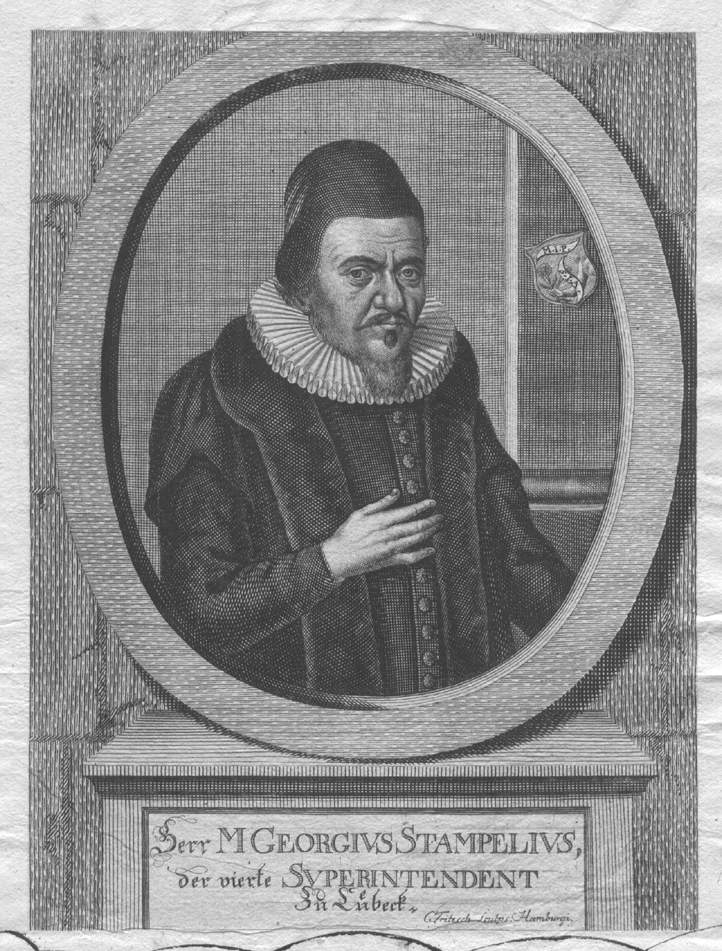
Georg Stampelius, Kupferstich

Georg Stampelius bzw. Georgius Stampelius, (latinisiert aus Georg Stampel; * 16. November 1561 in Salzwedel; † 19. Februar 1622 in Lübeck) war ein deutscher lutherischer Theologe und Superintendent in Lübeck.

## Leben und Wirken
Nach dem Studium der Theologie in Wittenberg, Helmstedt, Tübingen und Rostock wurde Stampelius Professor für orientalische Sprachen und zeitweilig Rektor an der Universität Frankfurt (Oder). Neben exegetischen Studien beschäftigte er sich auch mit Chronologie.
1611 wurde er als Pastor der Petrikirche nach Lübeck berufen. Als im selben Jahr der gerade zum Superintendenten berufene Christoph Butelius aus Stettin starb, wurde Stampelius an seiner Stelle Superintendent und damit nach elfjähriger Vakanz Nachfolger des streitbaren Andreas Pouchenius d. J.
Nach dem unter Pouchenius fortgesetzten Kurs der konsequenten lutherischen Konfessionalisierung der Stadt und den damit verbundenen Streitigkeiten kehrten nun unter Stampelius ruhigere Verhältnisse ein.
Allerdings kam es über seine tolerantere Haltung, etwa zur Ansiedlung holländischer Calvinisten in der Stadt, 1613/14 zu einem heftigen Streit mit seinem Amtskollegen an der Marienkirche, Anton Burchard, der jegliche Gemeinschaft zwischen Lutheranern und Reformierten als „Sünde“ verwarf. Trotz starken Rückhalts, den Burchard unter seinen Kollegen genoss, gelang es Stampelius, ihn 1614 vom Rat als Inhaber des landesherrlichen Kirchenregiments absetzen und aus der Stadt weisen zu lassen.
Zusammen mit dem Rektor des Katharineums Johann Kirchmann und dem Bürgermeister Alexander Lüneburg gehört Stampelius zu den Gründern der Stadtbibliothek (Lübeck), die die Buchbestände des Rathauses, der Schule und mehrerer Kirchen vereinigte.
Seine Tochter heiratete den Pastor Johannes Reiche (1587–1648).

## Werke (Auswahl)
Für eine Gesamtübersicht siehe Verzeichnis der im deutschen Sprachbereich erschienenen Drucke des 16. Jahrhunderts (VD 16) und Verzeichnis der im deutschen Sprachbereich erschienenen Drucke des 17. Jahrhunderts (VD 17)
- Tabulae Cosmographicae Seu Totius Universi Coeli Terraeque Delineatio Brevis, Tabulis Perpetuis, Facili Et Perspicua ratione, ita instituta, ut oculis quasi subiiciat praecipua rudimenta & principia Astronomica Cum Temporis & Calendarii ratione Meteorologica Geographica Et Chorographica Frankfurt (Oder): Thymius/Eichorn, 1609
- Psalmorum Poenitentialium Explanatio Genuina: Ex Fontibus Ipsis Hausta: diversarum versionum, Chaldaicae, Graecarum, Latinarum, & Germanicarum collatione: & saniorum interpretum consensu, illustrata Frankfurt (Oder): Thimius, 1611
- Achte Catechismus Predigten: Darinnen die Hauptstück unsers Catechismi und Christlicher Religion... kurtz und richtig erkäret. Zu Lübeck in S. Marien Kirchen. Lübeck: Jauch 1615
- Historia Scholastica. seu Scholarum Theologicarum Ortus Et Propagatio. Ad Dignitatem & utilitatem illarum ostendendam. Additis Programmate publice proposito, Et Interpretationis sacrae delineatione Delineata & recitata Lübeck: Jauch 1616